# Harry Carney
Pour les articles homonymes, voir Carney.
Harry Howell Carney est un saxophoniste baryton, alto et clarinettiste (clarinette et clarinette basse) américain né à Boston (Massachusetts) le 1er avril 1910 et décédé à New York le 8 octobre 1974.

## Biographie
Il étudie d'abord le piano puis s'intéresse à la clarinette et au saxo alto. Alors qu'il est encore au collège, il a l'occasion de jouer dans d'obscures formations, les Knights of Pythias, puis avec Bobby Sawyer et le pianiste Walter Johnson.
À seize ans, il est engagé par Duke Ellington (premier enregistrement le 6 octobre 1927). Chose rare dans le monde du jazz, il reste avec Ellington jusqu'au décès de ce dernier en mai 1974. Il participe parfois  à enregistrements en studio avec des musiciens comme Lionel Hampton, Benny Goodman, Sidney Bechet, Cousin Joe, Harry James, Teddy Wilson, Jimmy Jones, Sandy Williams, Billie Holiday, et, bien sûr, les ellingtonien émérites Johnny Hodges, Rex Stewart et Cootie Williams.
Harry Carney est le pilier par excellence de l'orchestre de Duke Ellington, l'assise incontournable de sa section d'anches, vecteur de profondeur et de densité. Multi-instrumentiste tout d'abord, c'est surtout le saxophone baryton qui le fait connaître. C'est surtout lui qui lui donne un statut honorable, après les premiers essais assez maladroits d'Adrian Rollini, par la mobilité (tant dans le phrasé que dans l'intensité) de son jeu, mobilité inspirée du travail de Coleman Hawkins au ténor et de sa propre pratique d'instruments plus agiles. Son discours est modelé attentivement, passant de la densité du registre grave à la vivacité du médium, parfois feutrée et parfois à la limite d'un « growl » doux, sans le sautillement « corny » de ses prédécesseurs, et par une précision et une souplesse remarquables de l'attaque. D'un instrument voué au soulignement rythmique des « Chicagoans », il a fait un participant à part entière de la section mélodique et soliste. Ses chorus sont courts (parfois 8 mesures), mais toujours décisifs. Il a joué le même rôle de pionnier et de défricheur à la clarinette basse.
Son instrument de prédilection est le saxophone baryton. Il a d'ailleurs suscité de nombreuses vocations, comme celles de Cecil Payne, Leo Parker, Sahib Shihab, Gerry Mulligan, Serge Chaloff, Bob Gordon, Pepper Adams, Ronnie Cuber, Hamiet Bluiett (en). Aucun n'est réellement disciple, mais tous ont prolongé un des aspects de son jeu.

## Discographie personnelle
- 1927 : East Saint Louis toodle-oo
- 1929 : Doin’ the Voom Voom
- 1931 : It's a glory
- 1931 : Rockin' in rhythm
- 1934 : Stompy Jones
- 1934 : Saddest tale
- 1937 : Demi-tasse
- 1937 : Blue reverie (avec Cootie Williams)
- 1937 : Stompy Jones (avec Barney Bigard)
- 1937 : Back Room stomp (avec Rex Stewart) Duke Ellington the chronological 1937 Classics 687
- 1938 : Jeeps blues (avec Johnny Hodges) Duke Ellington the chronological 1938 Classics 726
- 1939 : The jumpin' jive (avec Lionel Hampton) Lionel Hampton the chronological 1939 Classics 534
- 1940 : Jack the bear Duke Ellington the chronological 1940 Classics 805
- 1940 : Cotton Tail Duke Ellington the chronological 1940 Classics 805
- 1941 : I don't know what kind of blues I've got (clarinette basse) Duke Ellington the chronological 1941 Classics 851
- 1944 : Three little words (avec Coleman Hawkins) Coleman Hawkins the chronological 1944 Classics 842
- 1945 : Prelude to a kiss Duke Ellington the chronological 1945 Classics 915
- 1945 : Black beauty Duke Ellington the chronological 1945 Classics 951
- 1946 : Golden feather Duke Ellington the chronological 1946 Classics 1051
- 1950 : Solitude
- 1950 : Sophisticated lady
- 1954 : Harry Carney with strings
- 1958 : Prima Bara Dubla (en duo avec Gerry Mulligan)
- 1966 : Far East Suite (avec Ellington)